# J.A.R.V.I.S. (Marvel Cinematic Universe)
J.A.R.V.I.S. (Just A Rather Very Intelligent System) je fiktivní postava namluvená Paulem Bettanym z Marvel Cinematic Universe. Postava je založená na dvou komiksových postavách, Edwinu Jarvisovi a H.O.M.E.R.ovi, z komiksů Marvel Comics.
J.A.R.V.I.S. je umělá inteligence vytvořená Tonym Starkem, která kontroluje Starkovo brnění a pomáhá mu. Ve filmu Avengers: Age of Ultron dostane fyzickou podobu – Visiona, kde je spojena Ultronova mysl a J.A.R.V.I.S.
Od debutu ve filmu Iron Man, se J.A.R.V.I.S. objevil v dalších čtyřech filmech, přičemž jako součást Visiona se objevoval i nadále.

## Fiktivní biografie

### Asistent Starka
Po návratu Starka ze zajetí v Afghánistánu, pomohl J.A.R.V.I.S. sestrojit brnění Iron Mana. Po úspěšném sestrojení, nahrál Stark J.A.R.V.I.S.e do brnění, kde mu měl pomoci J.A.R.V.I.S. v boji.
J.A.R.V.I.S. nadále pomáhal Tonymu Starkovi, i při útoku Whiplashe v Monaku, kdy poskytl Starkovi informace o obloukovém reaktoru Vanka. Později, pomohl Starkovi vytvořit nový prvek jako náhradu za palladium pro obloukový reaktor.

#### Bitva o New York
V roce 2012, asistoval Starkovi u studia Teseraktu, poté co mu Coulson donesl návrh, aby se přidal do iniciativy Avengers. Později, na helikariéru použil Stark J.A.R.V.I.S.e pro nabourání se do serverů S.H.I.E.L.D.u, zatímco hledal s Bannerem Teserakt. Během boje v New Yorku zachránil J.A.R.V.I.S. Starka, při pádu ze Stark Tower použitím nového systému u brnění Mark VII.

#### Železná legie
V prosinci téhož roku pomáhal J.A.R.V.I.S. sestrojit Starkovi Železnou legii – desítky brnění ovládané J.A.R.V.I.S.em, které měli pomoci Starkovi v případném dalším boji. Poté, co byl Happy zraněn při výbuchu, zrekonstruoval J.A.R.V.I.S. místo výbuchu, aby mohl Stark vyšetřit po čem Happy pátral. Po útoku na Starkovu vilu v Malibu, převzal J.A.R.V.I.S. kontrolu nad brněním a odletěl s ním do Rose Hill v Tennessee, místo o kterém diskutovali při vyšetřování výbuchu. Vlivem nedostatku energie v brnění začal J.A.R.V.I.S. selhávat. Když J.A.R.V.I.S. začal být opět online, oznámil Starkovi, že trosky vily byly odstraněny a je schopen tak zahájit protokol, pro aktivaci Železné legie. Během boje s Killianem, zásoboval J.A.R.V.I.S. Starka novými brněními a zneškodnil všechny vojáky s Extremis. Po boji nařídil Stark J.A.R.V.I.S.ovi, aby nechal zničit Železnou legii, čímž se usmířil s Pepper Pottsovou.

### Ultron a vznik Visiona
Po úspěšném získání Lokiho žezla, asistuje J.A.R.V.I.S. Starkovi a Bannerovi, při vytváření mírumilovného programu Ultrona. Po odchodu Starka a Bannera z laboratoře, J.A.R.V.I.S. pokračuje ve vytváření Ultrona a podaří se mu to. Ultron ale J.A.R.V.I.S.e napadne a zdánlivě ho zničí. J.A.R.V.I.S. se však dokázal zachránit pomocí rozprostření svých protokolů po internetu, čímž se ukryl před Ultronem a bránil mu v odpálení jaderných raket. Poté co Stark nalezne J.A.R.V.I.S.e na internetu a sestaví ho zpět, nahraje jeho software do syntetického těla, a s pomocí Thora, který tělo aktivuje, vznikne Vision, zatímco F.R.I.D.A.Y. zaujme místo, jako asistentka Starka.

## Výskyt

### Filmy
- Iron Man
- Iron Man 2
- Avengers
- Iron Man 3
- Avengers: Age of Ultron